# Two Ghosts
Singles de Harry Styles
Sign of the Times Kiwi
Two Ghosts est une chanson du chanteur anglais Harry Styles. C'est le deuxième single du chanteur apparaissant sur l'album Harry Styles sous les labels Columbia Records et Erskine

## Composition
La chanson est une ballade folk rock aux influences country. La chanson est composée en Mi majeur avec un tempo lent de 70 bpm. 

## Performances
Le 17 mai 2017, Harry Styles chante pour la première fois Two Ghosts dans l'émission The Late Late Show with James Corden, seulement à la guitare. 

## Certifications
| Pays    | Certification | Ventes |
| ------- | ------------- | ------ |
| Mexique | Or            | 30 000 |